# Rede Rodoviária Transafricana

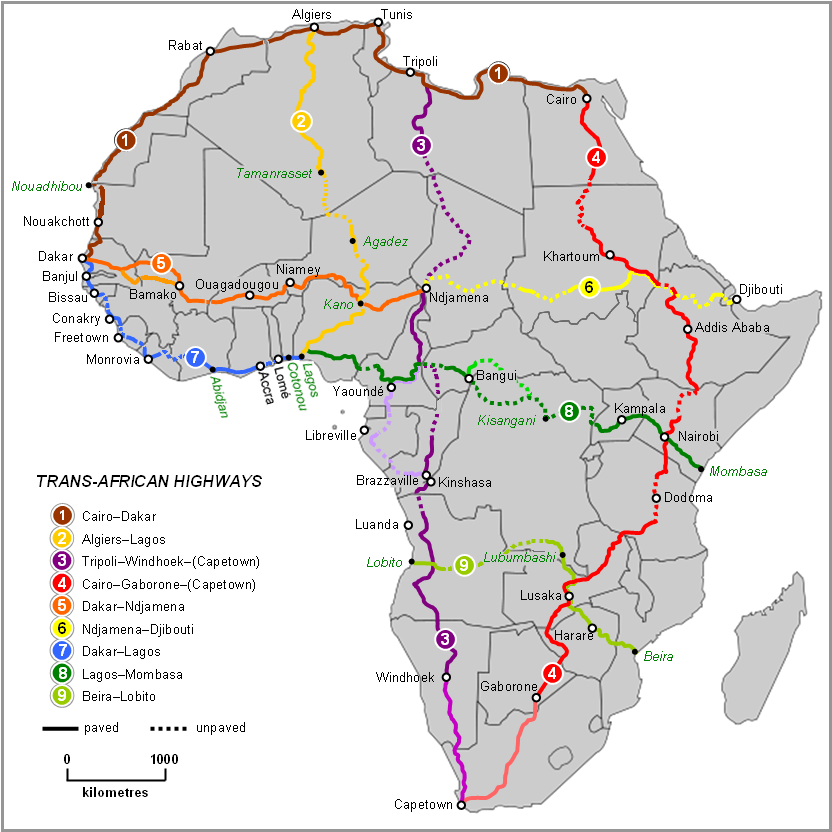

A Rede Rodoviária Transafricana é um conjunto de projetos rodoviários transcontinentais na África que estão sendo desenvolvidos por Comissão Econômica da ONU para a África (UNECA), o Banco Africano de Desenvolvimento, e a União Africana em conjunto com comunidades internacionais regionais, como a União do Magreb Árabe, a Comunidade Económica dos Estados da África Ocidental e a Comunidade para o Desenvolvimento da África Austral. Estes atuantes buscam promover o comércio e diminuir a pobreza na África mediante o desenvolvimento da infraestrutura das rodovia e a administração de corredores comerciais inter-africanos. O comprimento total das nove rodovias compreendidas na rede é de 56683 km.

## Características globais da rede

### Países que atravessa
A rede como está planeada (ver mapa), conecta todas as nações do continente africano, com as exceções de Eritreia, Somália, Guiné Equatorial (Rio Muni), Malauí, Lesoto, Essuatíni e das nações inteiramente insulares. Destes países, Malauí, Lesoto e Essuatíni contavam, em 2011, com caminhos pavimentados que ligavam-se com a rede.

### Partes faltantes
Mais da metade da rede está pavimentada, mas a manutenção dos caminhos é um problema na maior parte desta. Há numerosas "partes faltantes" na rede onde o traçado se faz intransitável após as chuvas ou sumamente perigoso devido aos buracos e tempestade de areia. Como resultado disto, das cinco grandes regiões do continente — Norte, Ocidente, Centro, Oriente e Sul da África — a viagem pela rodovia, sem importar as condições do tempo, é relativamente fácil entre o Oriente e o Sul.
Sendo que África do Norte e África Ocidental serão conectadas cruzando o Saara quando as últimas ligações curtas faltantes forem pavimentadas, a principal deficiência da rede será a inexistência de rodovias pavimentadas na África Central. As características do terreno, a presença de selvas e o clima da África Central, particularmente na bacia do Congo — especialmente os rios Ubangui, Sangha e Sanaga, apresentam formidáveis obstáculos para os engenheiros.

## Descrição das rodovias na rede
Nove rodovias têm sido desenhadas, em uma grade de seis rotas principais leste-oeste e três rotas principais norte-sul. 
| Número | Terminais              | Comprimento | Sentido     | Descrição |
| ------ | ---------------------- | ----------- | ----------- | --- |
|        | Cairo–Dacar            | 8.636 km    | Leste–oeste | Rota principalmente costeira ao longo do litoral mediterrâneo do Norte da África, continuando pelo litoral atlântico do Noroeste de África, substancialmente completa exceto na Mauritânia, com uma ligação em falta entre Nuaquexote e Nouadhibou, onde existe atualmente um tramo de deserto. A RTA 1 se une com a RTA 7 para formar uma rota adicional norte–sul em redor do extremo ocidental do continente. |
|        | Argel–Lagos            | 4.504 km    | Norte–sul   | Mais conhecida como Rodovia Transaariana; substancialmente completa, apenas 200 km do tramo pelo deserto se mantêm sem pavimento. |
|        | Trípoli–Cidade do Cabo | 10.808 km   | Norte–sul   | Esta rota tem a maioria dos enlaces em falta da rede, está pavimentada nos trechos nacionais na Líbia, Camarões, Angola, Namíbia e África do Sul. |
|        | Cairo–Cidade do Cabo   | 10.228 km   | Norte–sul   | A metade sul desta rota está completa, mas requer construção no norte do Sudão, no noroeste da Etiópia e no norte do Quénia. Uma balsa cruza o Lago Nasser, fronteira entre o Egito e o Sudão. |
|        | Dacar–Jamena           | 4.496 km    | Leste–oeste | Também conhecida como Rodovia Transaheliana, enlaça os países da África Ocidental do Sahel. Tem cerca de uns 80% de pavimentação. |
|        | Jamena–Jibuti          | 4.219 km    | Leste–oeste | Contígua com a RTA 5, continuando através da região este do Sahel para o porto de Jibuti no oceano Índico. |
|        | Dacar–Lagos            | 4.010 km    | Leste–oeste | Também conhecida como Rodovia Costeira da África Ocidental, completada em redor de um 80%. Se une com a RTA 1 para formar uma rota adicional norte–sul ao redor do extremo ocidental do continente. |
|        | Lagos–Mombaça          | 6.259 km    | Norte–sul   | Contígua com a RTA 7, com a qual forma um cruzamento leste–oeste de 10.269 km do continente africano. A metade oriental da RTA 8 está completa através de Quênia e Uganda. Seu extremo ocidental na Nigéria, Camarões e a República Centro-africana está em sua maioria completo, ainda que existe um longo enlace em falta na República Democrática do Congo.                                                   |
|        | Beira–Lobito           | 3.523 km    | Leste–oeste | Substancialmente completa exceto em sua metade oriental, ainda que na metade ocidental entre Angola e a República Democrática do Congo requer reconstrução. |

## Ver Também
- Rede transeuropeia de transportes